# Ulota cervina
Ulota cervina är en bladmossart som beskrevs av Hoe och H. Crum 1971 [1972. Ulota cervina ingår i släktet ulotor, och familjen Orthotrichaceae. Inga underarter finns listade i Catalogue of Life.